# Bernhard Gillam
Bernhard Gillam est un dessinateur de presse américain né le 28 avril 1856 en Angleterre et mort le 19 janvier 1896.

## Biographie
Gillam est né à Banbury, dans l'Oxfordshire. En 1866, il suit ses parents à New York. Il exerce d'abord comme copiste pour un juriste mais il se tourne vers l'étude de la gravure. Par la suite, certains de ses dessins paraissent dans le New York Graphic (en) et Gillam se tourne vers le dessin de presse. Ses travaux figurent dans Frank Leslie's Illustrated Newspaper, Harper's Weekly et Puck, où Joseph Ferdinand Keppler influence son style. Gillam exerce aussi pour Judge, magazine dont il devient directeur en 1886.
Au cours de la campagne présidentielle américaine de 1884, les dessins de Gillam sur James G. Blaine jouent un rôle important dans l'élection de Grover Cleveland. Dans l'exemplaire de Puck daté du 4 juin 1884, Gillam exécute un dessin intitulé Phryne before the Chicago Tribunal qui montre Blaine couvert de tatouages affichant en détail les accusations de corruption à son encontre. Blaine adresse à l'artiste des menaces de poursuites avant de les retirer sur les conseils de son entourage. Paradoxalement, Gillam était Républicain et il a voté pour Blaine en 1884.
Pendant les campagnes présidentielles de 1888 et 1892, Gillam publie des dessins critiques envers la politique de libre-échange des Démocrates et favorables au protectionnisme des Républicains.
Bernhard Gillam décède de la fièvre typhoïde à Canajoharie en 1896.

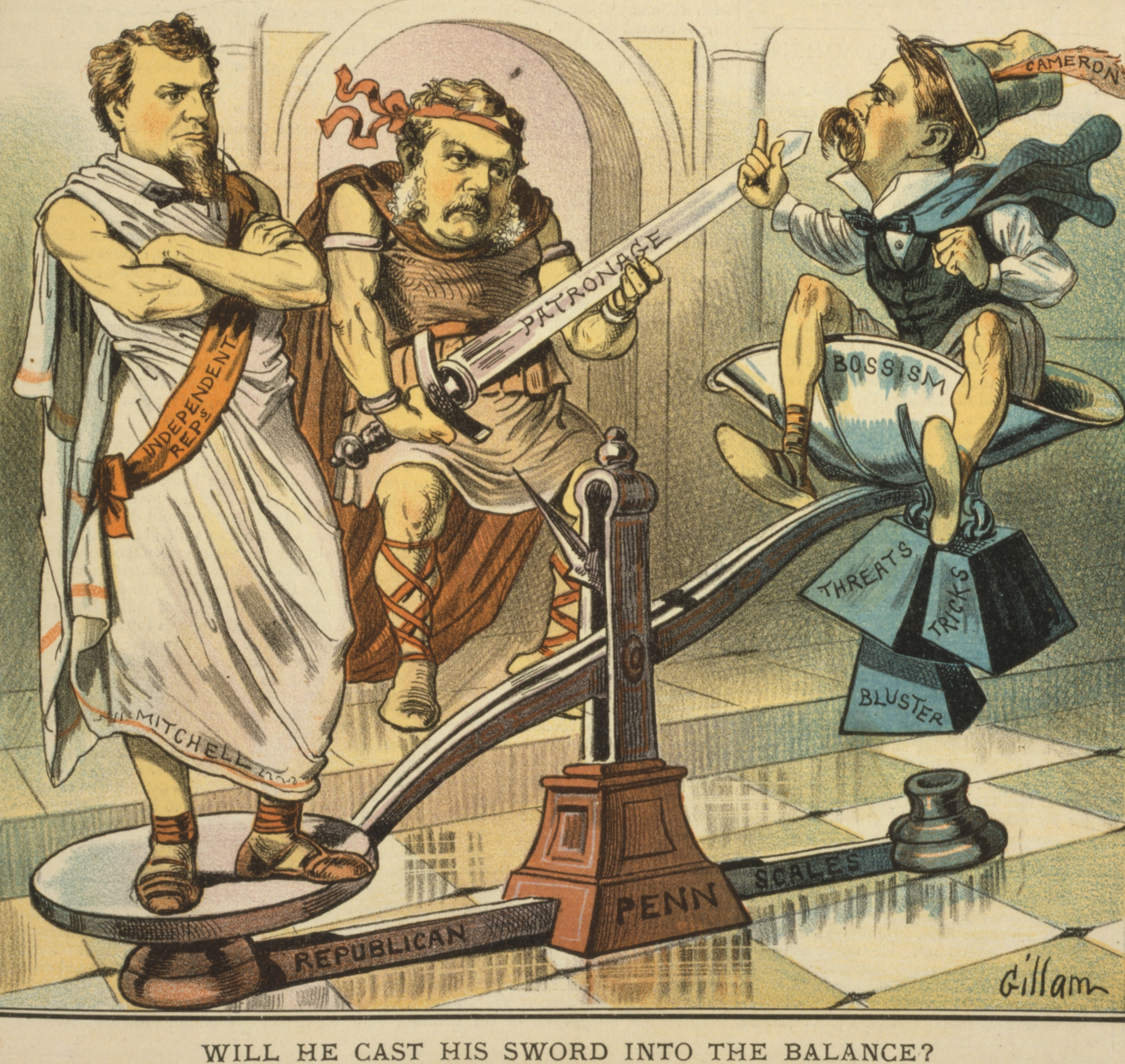
"Will he cast his sword into the balance?" (1882)
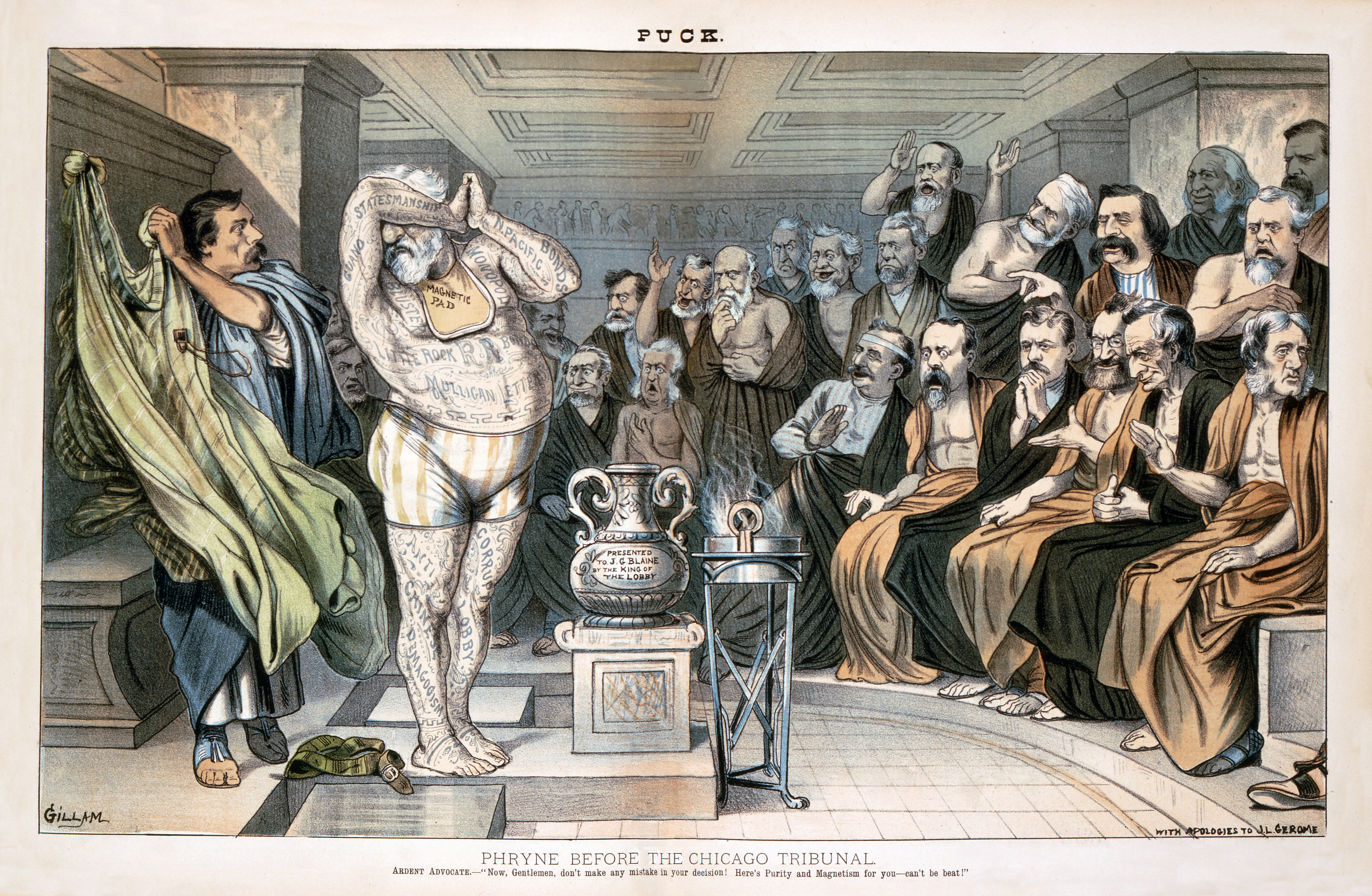
"Phryne before the Chicago Tribunal" (1884)
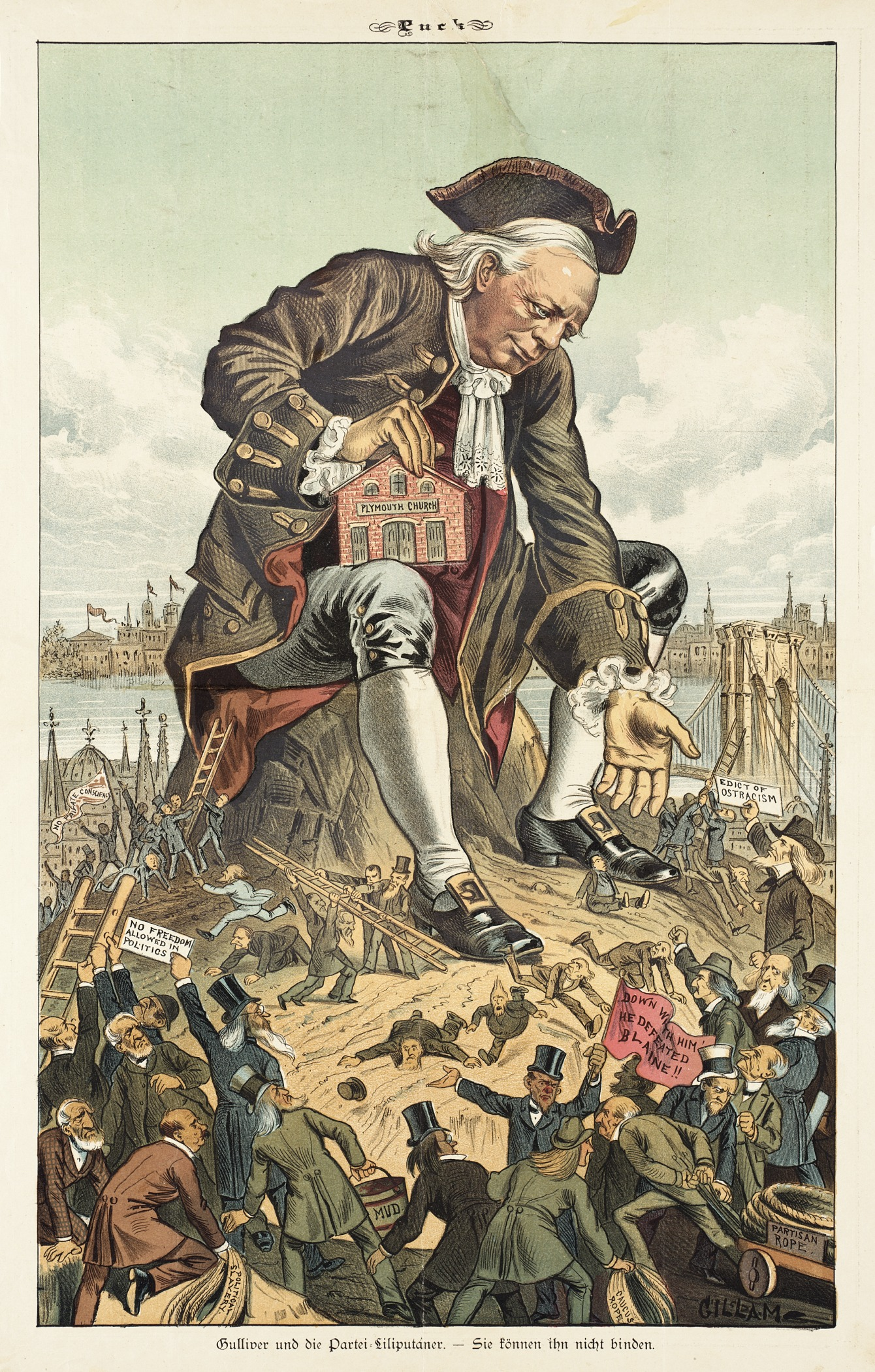
"Gulliver and the party Liliputians" (1885), portraying Henry Ward Beecher as Gulliver